# Cromito (composto)
Cromito, em química, é um composto iônico inorgânico de fórmula química 
CrO−
2. Não existe sozinho na natureza, mas somente com contraíons catiônicos. O cromito mais conhecido é o mineral homônimo:  FeCr2O4 .
Compostos de cromito, como o  FeCr2O4 , podem ser considerados como um derivados do, hipotético, ácido cromoso, 
HCrO2.
Cromitos são formados pela reação do óxido de cromo(III) com óxidos de metais:
Cr2O3 + MgO   →   MgCr2O4